# Toloriu
Toloriu är en ort i Spanien.   Den ligger i provinsen Província de Lleida och regionen Katalonien, i den nordöstra delen av landet, 500 km öster om huvudstaden Madrid. Toloriu ligger 1 227 meter över havet och antalet invånare är 1 009.
Terrängen runt Toloriu är bergig åt sydväst, men åt nordost är den kuperad. Runt Toloriu är det mycket glesbefolkat, med 3 invånare per kvadratkilometer. Närmaste större samhälle är La Seu d'Urgell, 13,6 km väster om Toloriu. I omgivningarna runt Toloriu växer i huvudsak blandskog.